# 片桐ゆう
片桐 ゆう（かたぎり ゆう、1981年5月3日 - ）は、日本の元AV女優。
神奈川県出身。156cm-B84-W55-H83。

## 略歴
- 2001年 - 『Appearance』でAVデビュー。

## 作品

### 片桐ゆう名義
2001年
- Appearance（3月30日、アリスJAPAN）
- ときめきエスカレーション（4月27日、アリスJAPAN）
- Rabbit（5月22日、アリスJAPAN）
- 本能（7月19日、アリスJAPAN）
- ビージーン 14（11月22日、桃太郎映像出版）
- YOU the BEST! 1（12月15日、ボス・キャット）
- YOU the BEST! 2（12月15日、ボス・キャット）

2002年
- コスプレックス2（2月8日、桃太郎映像出版）
- 桃の缶詰 未公開蔵出映像（4月17日、桃太郎映像出版）他多数出演
- ギャングバング 射精絞りのナースコール（5月16日、桃太郎映像出版）他出演:みなみ渚
- フロームハート 4（5月22日、桃太郎映像出版）

2003年
- 女子高生16人制服だけ【放課後編】（10月10日、桃太郎映像）他15名出演

2006年
- ちんぱくの誘惑（11月28日、桃太郎映像）他14名出演

### 雨宮ゆい名義
2002年
- LOVE GIRL（9月15日、MOODYZ）
- Angel（10月8日、アイデアポケット）
- ESCAPE（11月14日、隼エージェンシー）
- YUI LUV U（11月15日、MOODYZ）
- Teacherお願い（12月6日、GLAY'z）

2003年
- 挑発痴女[LEVEL A]（1月15日、隼エージェンシー）
- 爆乳ロデオドライブ（2月15日、MOODYZ）他多数出演
- キャンギャル陵辱オーディション（4月18日、GLAY'z）
- 誘発-YU-HATSU-（6月20日、シャイ企画）
- 女教師イズム 4時間（6月20日、GLAY'z）他多数出演
- 制服イズム 4時間（9月5日、GLAY'z）他多数出演
- Angel Premium VOL.6（10月8日、アイデアポケット）他19名出演
- 巨乳イズム 4時間（11月7日、GLAY'z）他多数出演
- 変態女に犯されませんか 7人の絶倫女（12月12日、隼エージェンシー）他6名出演
- クンニエクスタシー（12月15日、MOODYZ）他多数出演

2004年
- Angel 女子校生セレクション（1月8日、アイデアポケット）他13名出演